# Mercurio (divinità)

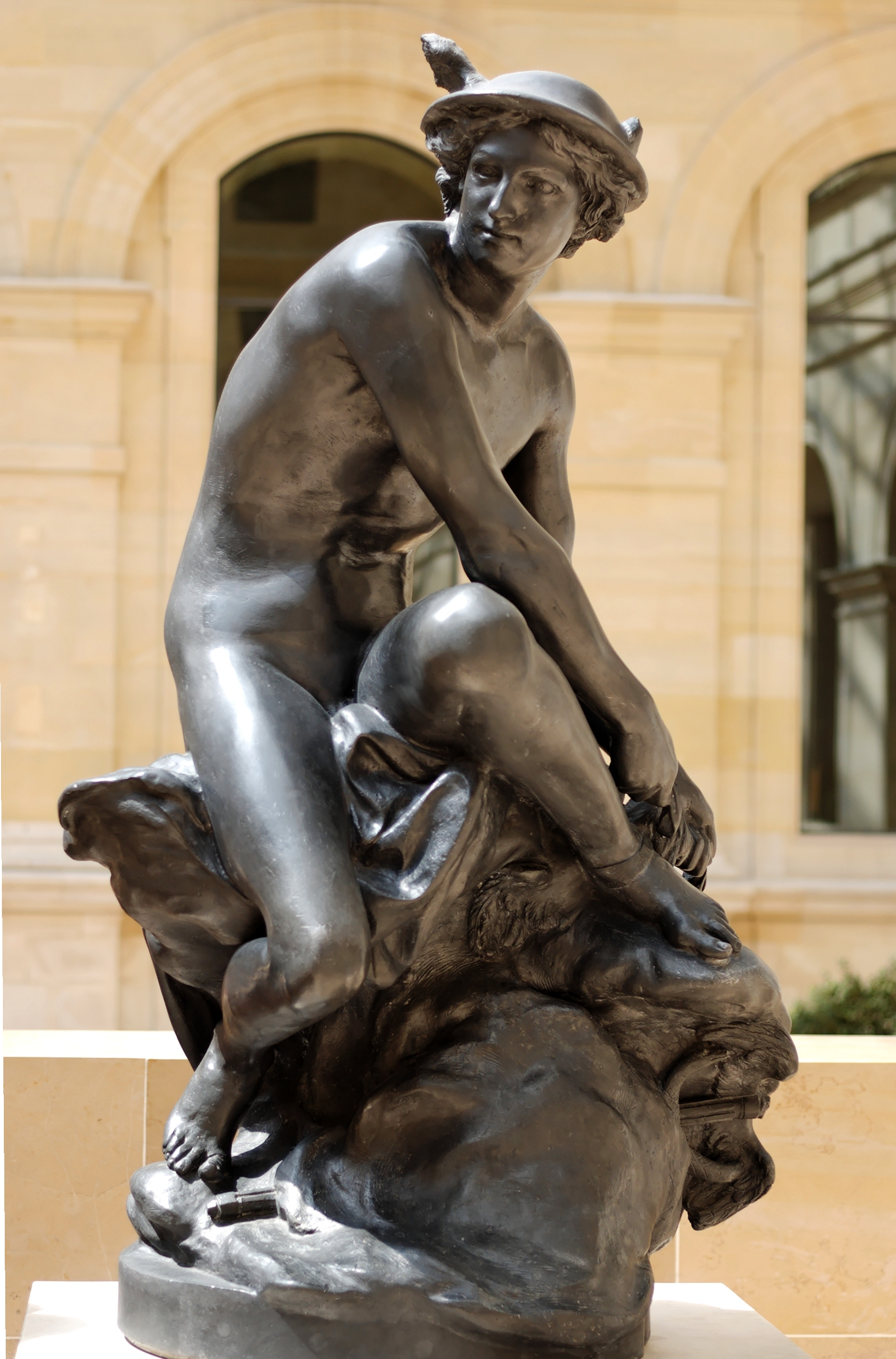
Il Mercurio nell'interpretazione scultorea di Jean-Baptiste Pigalle.

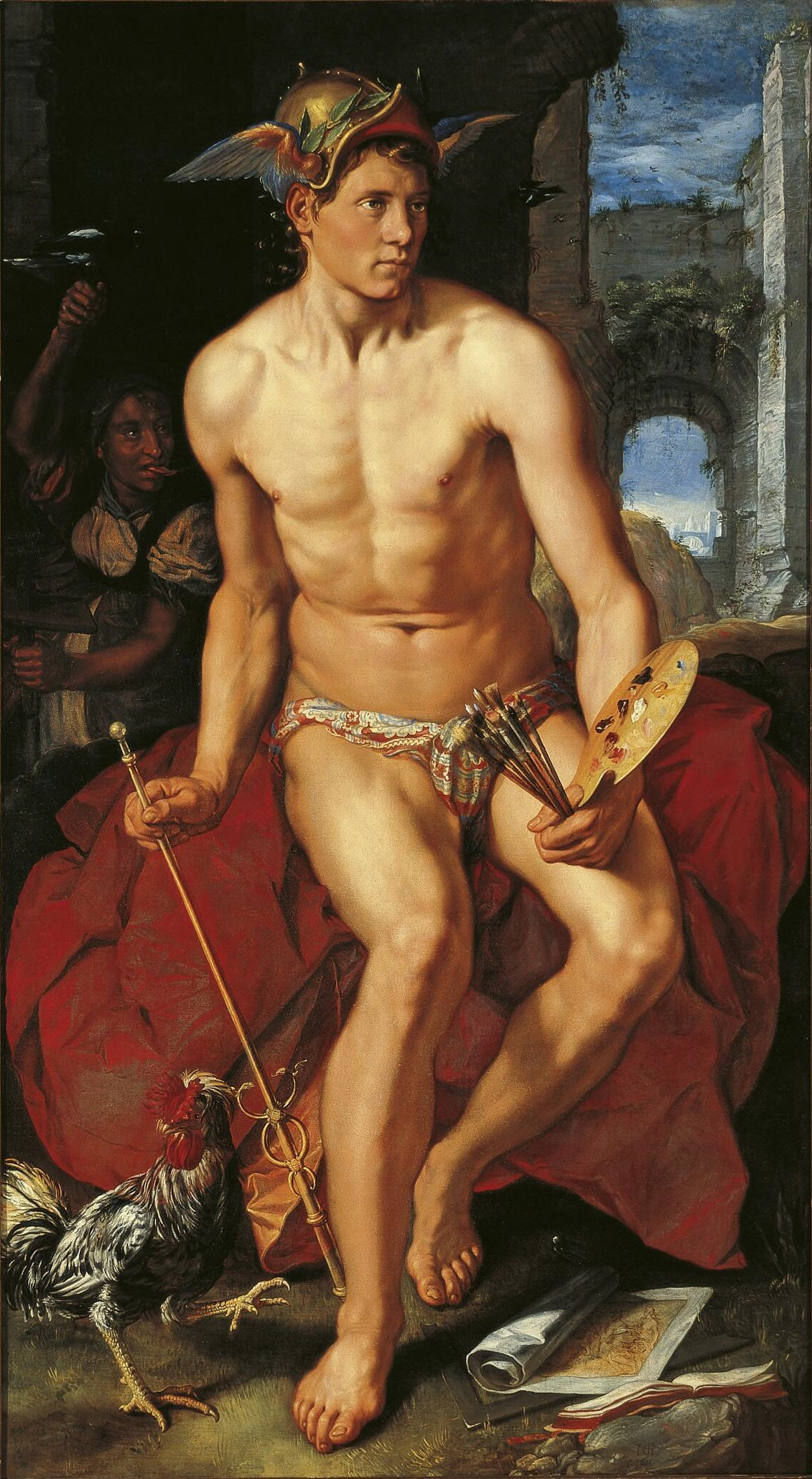
Mercurio, dipinto di Hendrik Goltzius

Mercurio (in latino Mercurius) è un dio della mitologia romana dalle molteplici caratteristiche: era considerato il protettore del commercio, dei viaggiatori, dei ladri, dell'eloquenza, dell'atletica, delle trasformazioni di ogni tipo, della velocità, della destrezza, della farmacia. È figlio di Giove e di Maia.
In quanto dotato di sorprendente velocità, viene spesso raffigurato con le ali ai piedi o con sandali alati, i talari; per questa caratteristica era il messaggero degli dei. Altri simboli fondamentali di Mercurio sono il petaso, copricapo dei viaggiatori, e il caduceo, rappresentazione fisica del bene e del male degli uomini, tenuti in equilibrio dal bastone del dio, che ne controlla l'equilibrio. Le ali simboleggiano il primato dell'intelligenza, che si pone al di sopra della materia per poterla dominare attraverso la conoscenza. 
Mercurio non figura tra i di indigetes, ed è quindi un'addizione tarda al pantheon romano. È assimilato al dio greco Ermes (Έρμής) e all'etrusco Turms.

## Mitologia

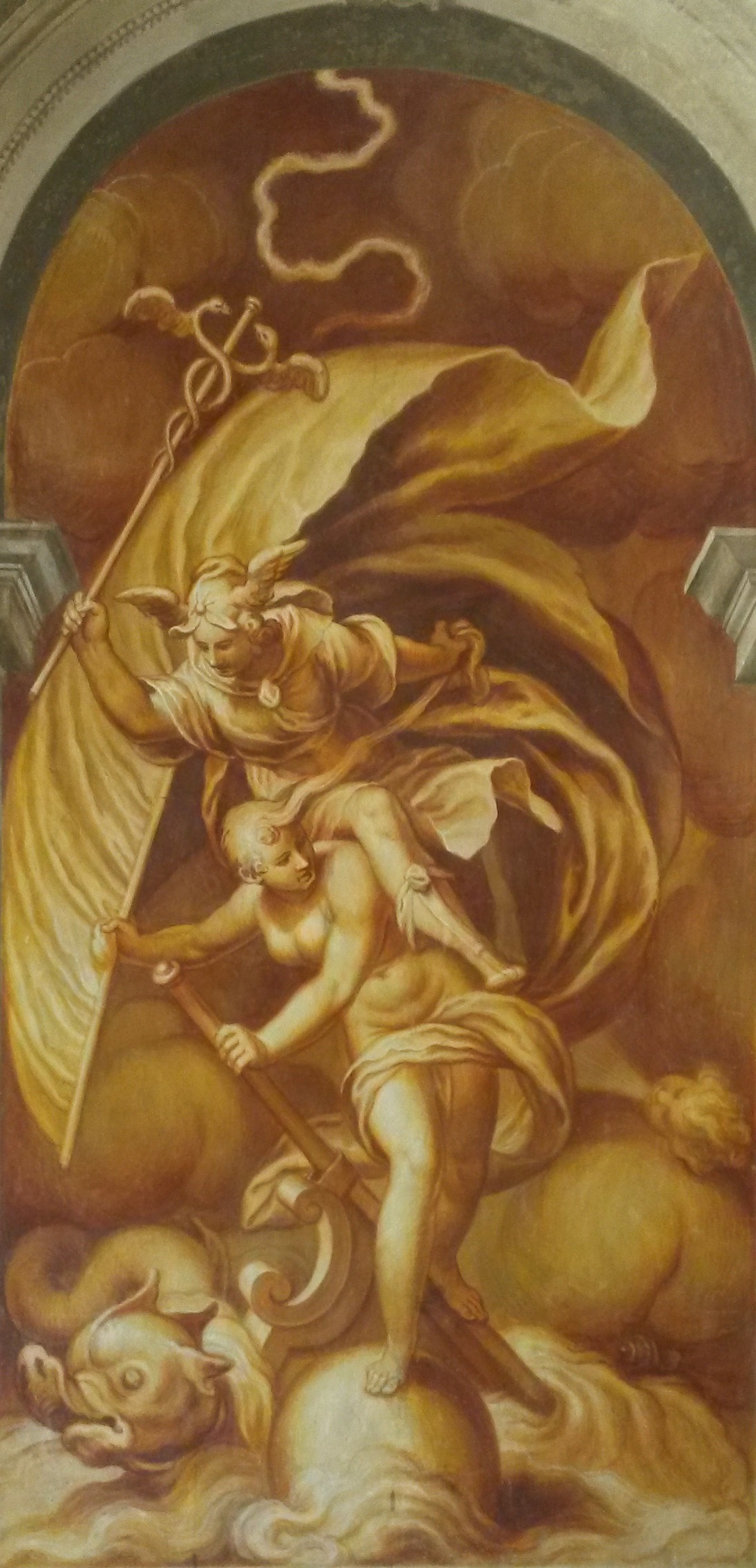
Paolo Farinati, Mercurio che afferra la Fortuna per il lungo ciuffo, 1590 circa, affresco, Villa Nichesola-Conforti, Ponton di Sant'Ambrogio di Valpolicella (Verona).

### Mitologia greca
Nella mitologia greca Mercurio (Hermes), figlio di Zeus e della ninfa Maia, era il messaggero degli dei, dio protettore dei viaggi e dei viaggiatori, della comunicazione, dell'inganno, dei ladri, dei truffatori, dei bugiardi, delle sostanze, della divinazione.

### Mitologia romana
Nella mitologia romana Mercurio rappresenta non solo per la sua velocità i ladri ma è anche il dio degli scambi, del profitto del mercato e del commercio, il suo nome latino probabilmente deriva dal termine merx o mercator, che significa mercante.
A Roma, un tempio a lui dedicato, venne eretto nei pressi del Circo Massimo, sulle pendici dell'Aventino, nel 495 a.C.
(Tito Livio, Ab Urbe condita libri, lib. II, par. 27)
Dalla ninfa Carmenta ebbe Evandro, il mitologico fondatore della città di Pallanteo sul Palatino a Roma.

### Mitologia celtica, britannica e germanica
Quando descrissero gli dei delle tribù celtiche e germaniche, anziché considerarli divinità separate, i romani li interpretarono come manifestazioni locali o aspetti dei loro stessi dei, un tratto culturale chiamato interpretatio romana. Mercurio, in particolare, è stato segnalato come estremamente popolare tra le nazioni conquistate dall'Impero romano; Giulio Cesare ha scritto che Mercurio era il dio più popolare in Britannia e Gallia, considerato l'inventore di tutte le arti. Ciò è dovuto probabilmente al fatto che nel sincretismo romano, Mercurio era equiparato al dio celtico Lugus, e in questo aspetto era comunemente accompagnato dalla dea Rosmerta. Sebbene in origine Lugus fosse stata una divinità della luce o del Sole (anche se questo è contestato), simile al romano Apollo, la sua importanza come dio del commercio lo rese più paragonabile a Mercurio, e Apollo fu invece equiparato alla divinità celtica Belenus.
I romani associarono Mercurio al dio germanico Wotan, da interpretatio romana; lo scrittore romano del I secolo Tacito lo identifica come il dio principale dei popoli germanici.

### Animali, piante, metalli, pianeti sacri a Mercurio
Il pianeta e il metallo sacri a questo dio sono facili da identificare, in quanto ne portano il nome: l'elemento chimico mercurio e il pianeta Mercurio; sono legati al dio in quanto caratterizzati, per motivi diversi, dalla velocità. Come metallo, infatti, il mercurio è in Italiano chiamato "argento vivo" proprio per la sua caratteristica imprendibilità; lo stesso avviene in altre lingue, come in francese (argent vif), inglese (quicksilver), tedesco (Quecksilber), rumeno (argint viu). Come pianeta, poi, Mercurio è tra tutti quello più veloce a spostarsi rispetto alle stelle fisse: rimane solo 7,33 giorni in ogni costellazione dello Zodiaco.
L'animale sacro a Mercurio era il gallo, che presiede alla trasformazione della notte in giorno. La tartaruga è un altro animale legato a Mercurio, in quanto compare nel mito dell'invenzione della lira, fatta secondo la leggenda dal dio fanciullo, servendosi del guscio di una tartaruga. Altro animale sacro a Mercurio è l'ariete (però sacro anche a Marte), in quanto sia il dio, sia l'animale, compaiono nel mito del vello d'oro. L'ariete è legato a Mercurio anche per un altro mito, quello secondo il quale il dio allontanò una pestilenza dalla città di Tanagra portando un ariete attorno alle mura.
La pianta sacra era la lavanda, in quanto considerata in grado di favorire le trasformazioni e perciò utilizzata in momenti di grandi cambiamenti, ad esempio in occasione delle nozze. Altre piante sacre a Mercurio erano la portulaca, e il cinquefoglio, per la loro capacità di diffondersi velocemente sul terreno, e la mercorella, il cui nome stesso allude al dio romano, tale nome può derivare o dal colore simile al metallo mercurio della pianta da secca, oppure dalle sue proprietà erboristiche e curative, la cui scoperta era attribuita al dio; per questi motivi essa era considerata un ingrediente essenziale della pietra filosofale.

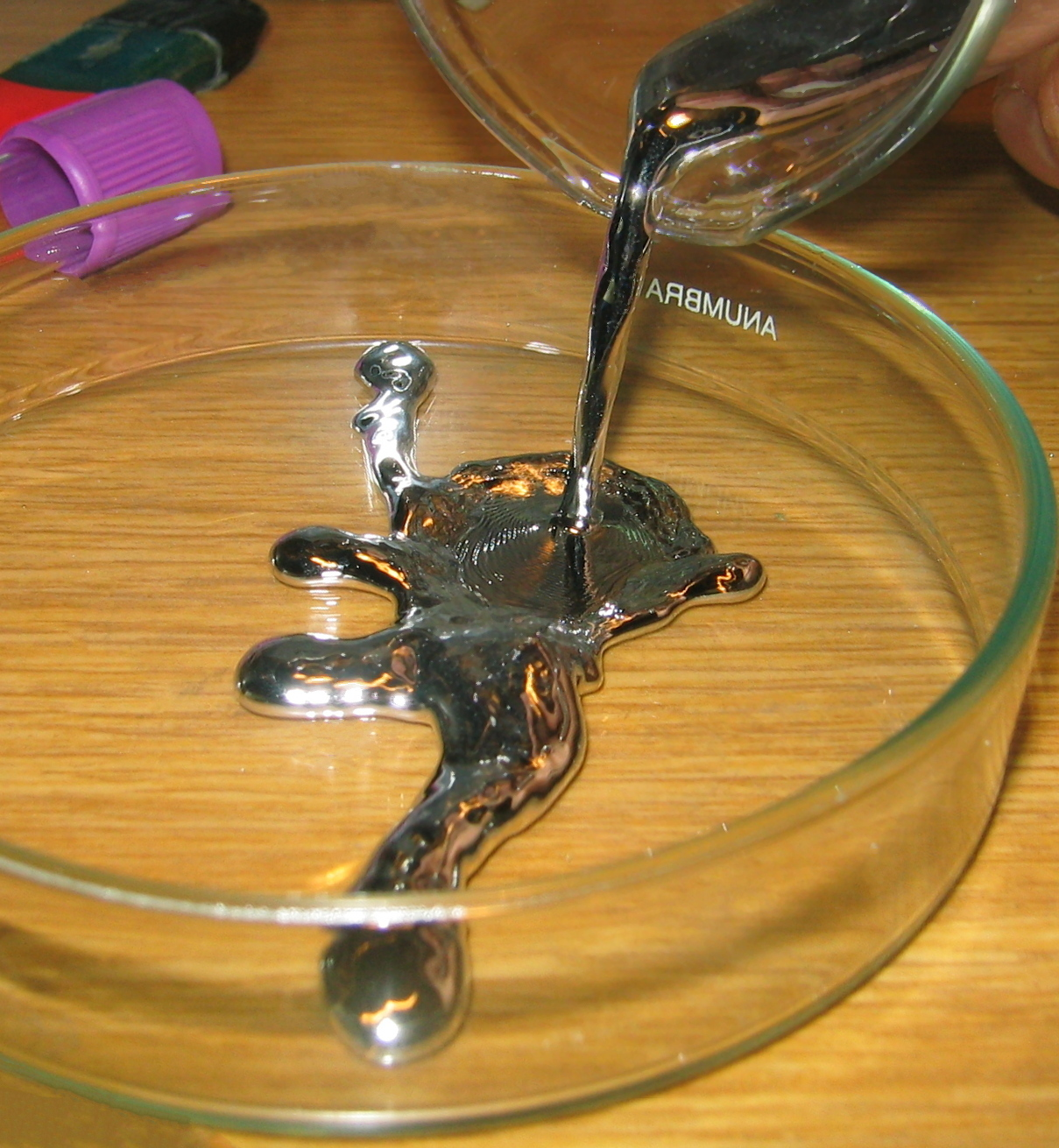
Il metallo mercurio
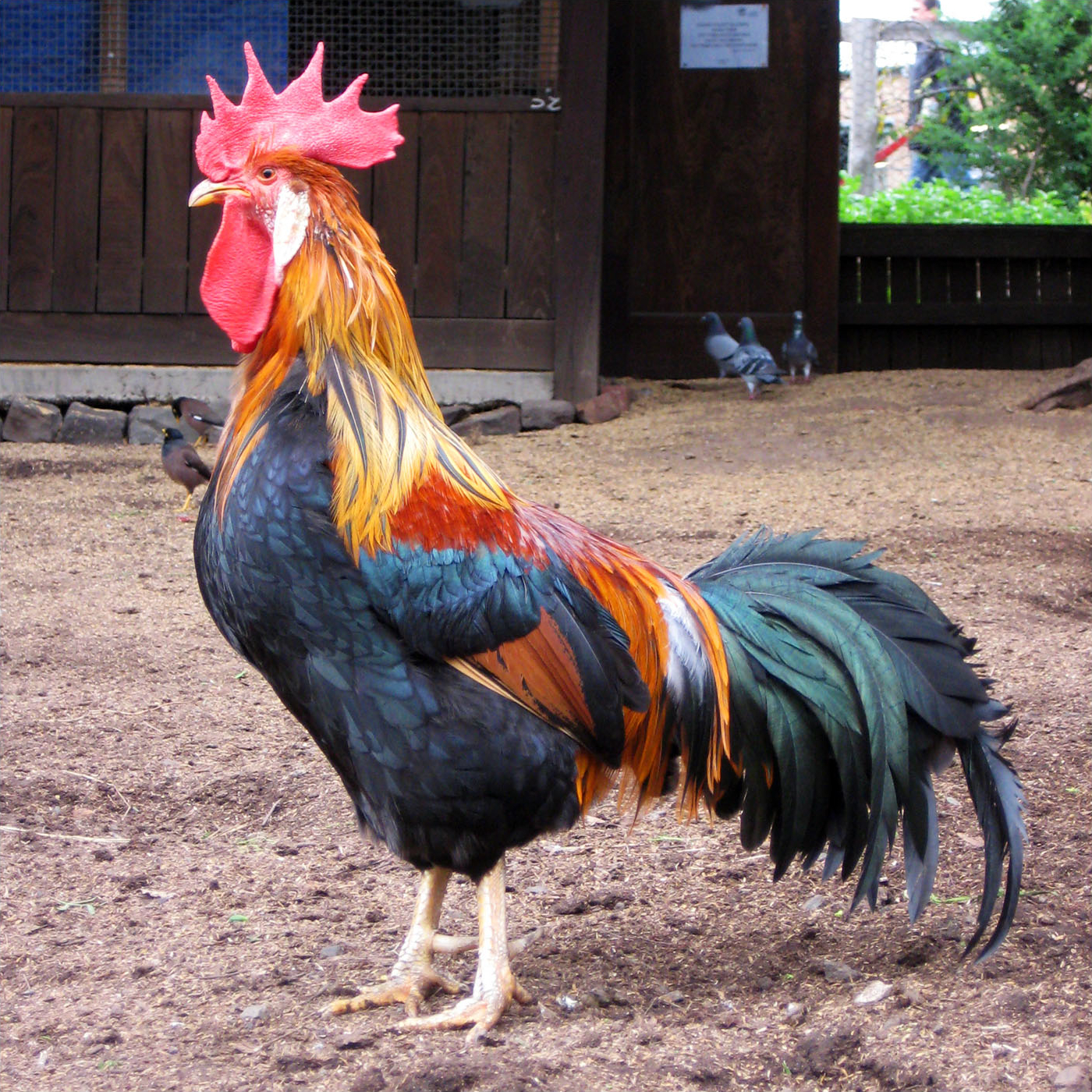
Un gallo livornese
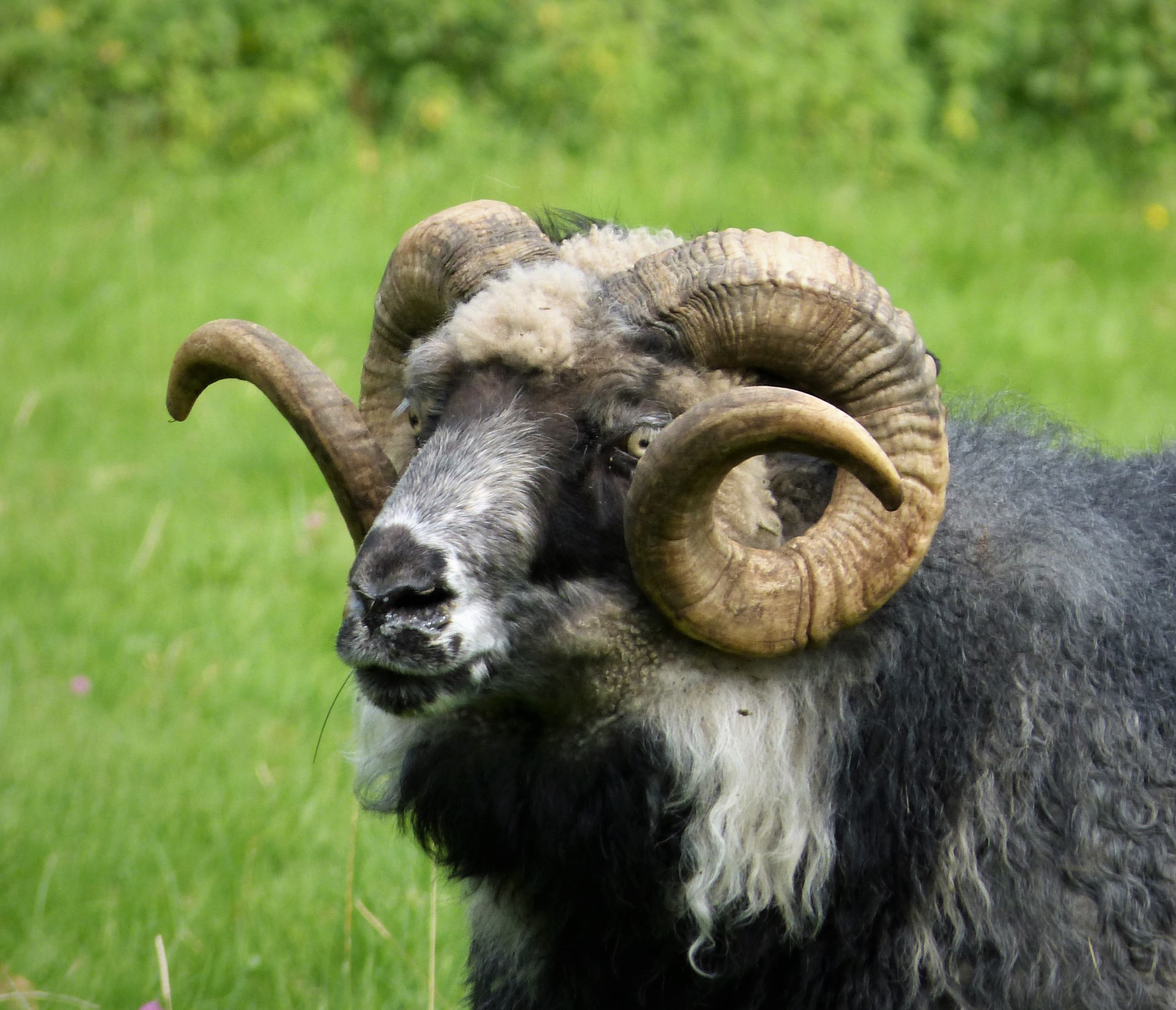
Ariete
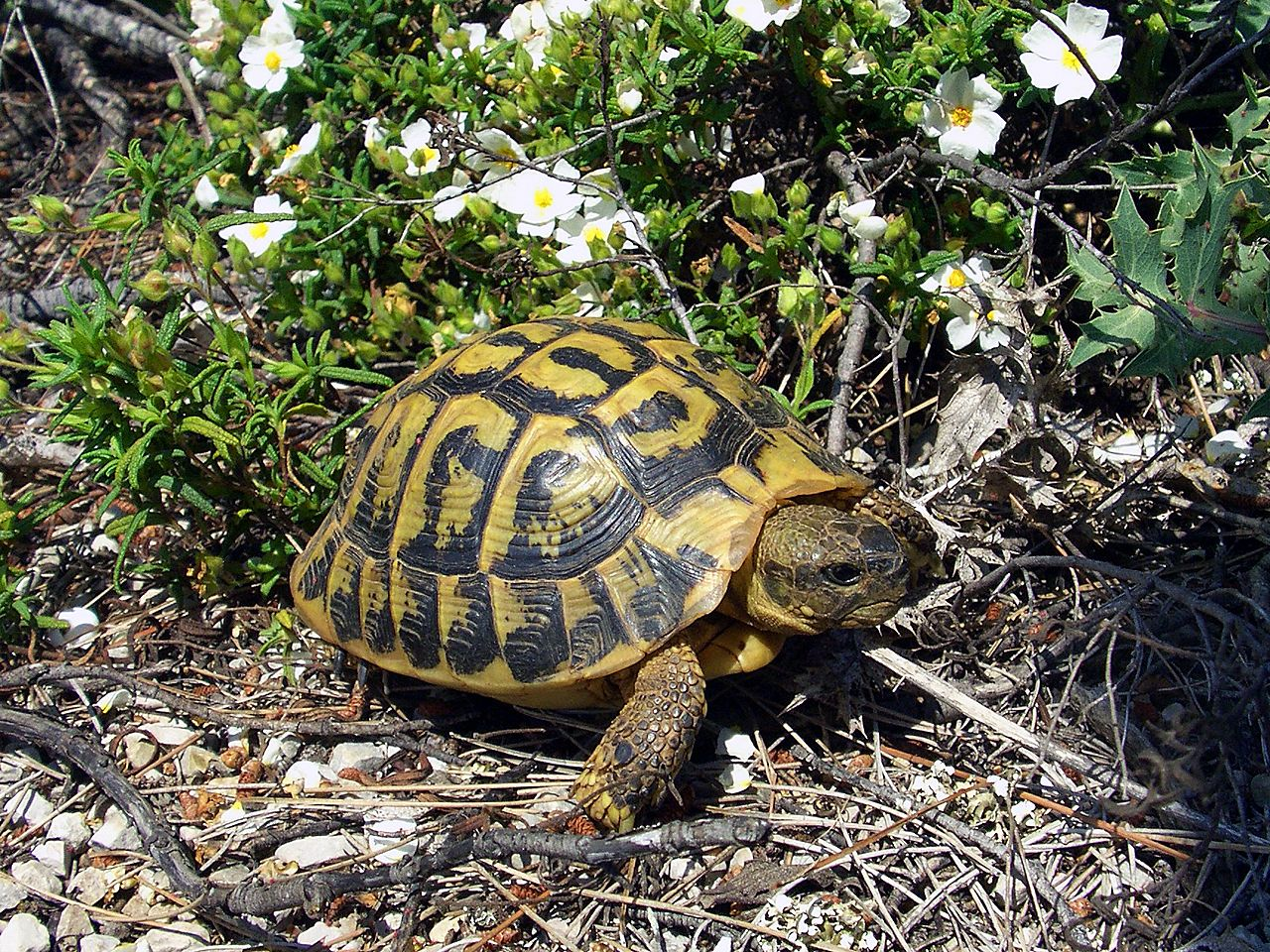
Tartaruga
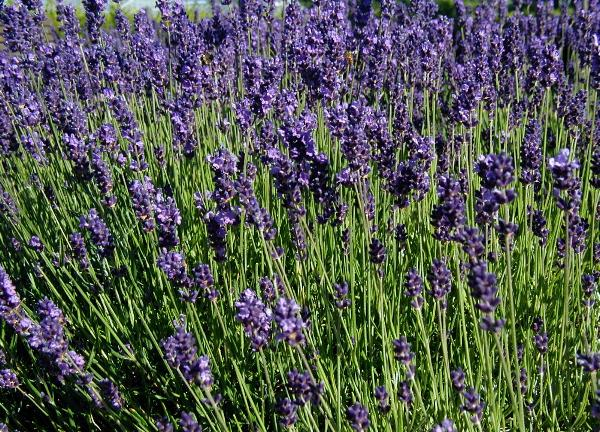
Una pianta di lavanda
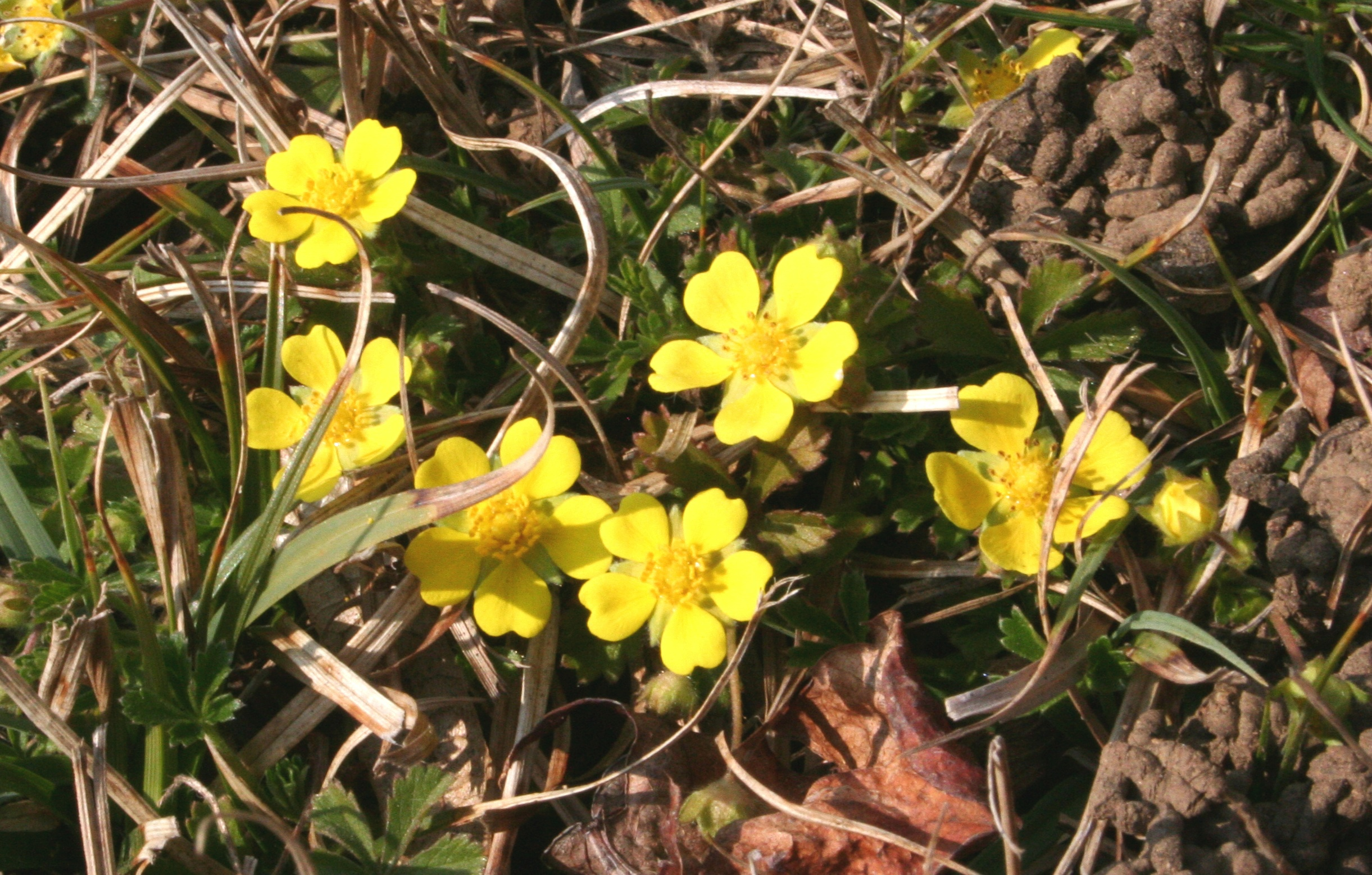
Cinquefoglio
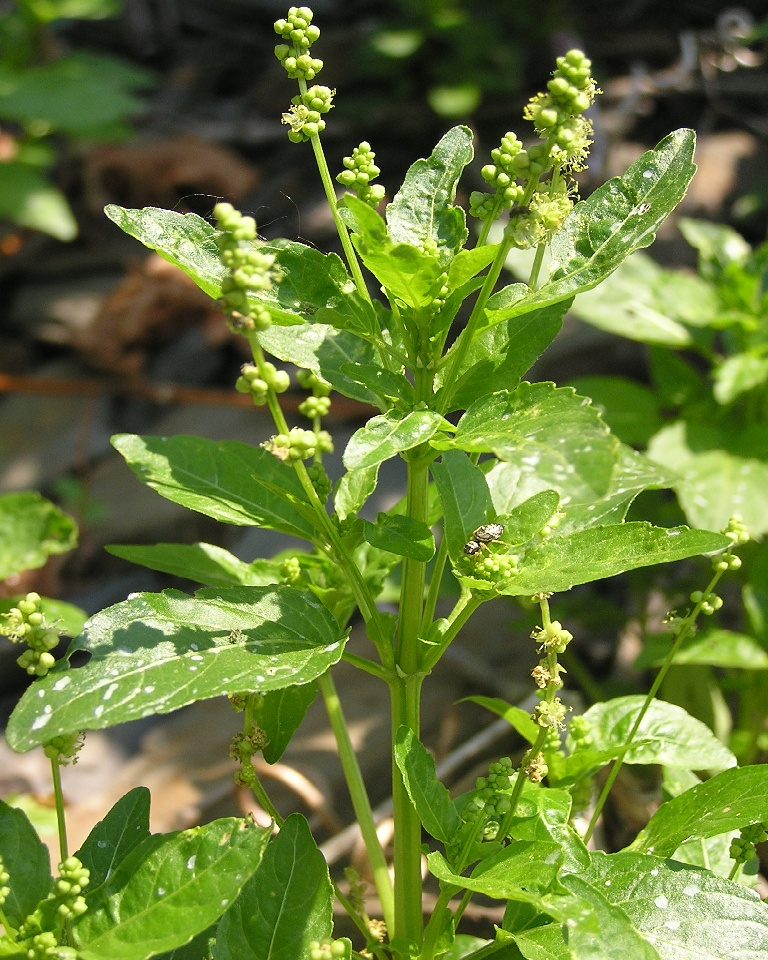
Mercorella
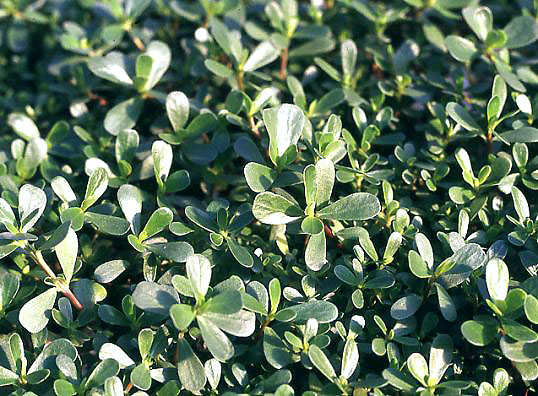
Portulaca comune

## Storia
Mercurio non compare tra i Di indigetes (i Numi indigeni) della prima religione romana. Piuttosto, ha ripreso i precedenti Dei Lucrii da quando la religione romana si sincretizzò con la religione greca durante il periodo della Repubblica Romana, a partire dal IV secolo a.C. venendo introdotto per influenza degli etruschi che già avevano un dio assimilabile: Turms. Sin dall'inizio, Mercurio aveva essenzialmente gli stessi aspetti di Hermes, indossava scarpe alate (talari), un cappello alato (petaso) e portava il caduceo, un bastone da araldo con due serpenti intrecciati che era il dono di Apollo per Hermes. Era spesso accompagnato da un galletto, araldo del nuovo giorno, un ariete o una capra, che simboleggiava la fertilità e una tartaruga, riferendosi alla leggendaria invenzione di Mercurio della lira da un guscio di tartaruga.
Da Hermes assunse anche il ruolo di dio messaggero, di nume dell'eloquenza e del commercio, in particolare del commercio del grano. Mercurio era anche considerato un dio dell'abbondanza e del successo commerciale, in particolare in Gallia, dove si diceva che fosse particolarmente venerato. Era anche, come Hermes, lo psicopompo dei romani, che conduceva le anime dei defunti nell'aldilà. Inoltre, Ovidio scrisse che Mercurio trasportava i sogni di Morfeo dalla valle di Somnus agli umani addormentati.
Le prove archeologiche di Pompei suggeriscono che Mercurio era tra i più popolari degli dei romani. Il dio del commercio era raffigurato su due delle prime monete di bronzo della Repubblica Romana, i Sestanti e la Semioncia.

## Nella Bibbia
Mercurio è menzionato nella Vulgata, in Proverbi 26:8, in relazione all'usanza pagana e al detto popolare di "gettar sassi nel vaso di Mercurio". Il passo è spiegato nella Summa theologiae di Tommaso D'Aquino: 
(ST II-II, q. 63, a.3)
Si tratta di uno dei rari riferimenti a divinità, popoli o luoghi del mondo greco-latino presenti nella traduzione dell'Antico Testamento, unitamente a quello ai Lacedemoni in 1 Maccabei 12:1-10.

## Altre fonti
- Mercurio e Argo, dipinto di Diego Velázquez (1659).
- Il governo italiano dedicò proprio a Mercurio la vecchia banconota da 500 lire, dal 1974 al 1979.